# Андреј Кончаловски
Андреј Сергејевич Кончаловски (рус. Андрей Сергеевич Кончаловский, рус. Михалков-Кончаловский; Москва, 20. августа 1937) руски је редитељ, сценариста и продуцент.

## Биографија
Кончаловски је рођен у угледној уметничкој породици. Његов прадеда је био царски управник Јарославља, чија је мајка била принцеза из породице Галицин (рус. Голицыны). Андрејев отац, Сергеј Михалков, је најпознатији као писац дечје литературе и аутор текста химне Совјетског Савеза и текста химне Русије. Андрејева мајка, песникиња Наталија Петровна Кончаловски, ћерка је авангардног уметника Петра Кончаловског и унука једног од најзначајнијих руских сликара Василија Сурикова. Андреј је, управо, узео мајчино презиме, додавши га очевом Михалков, те се на почетку своје уметничке каријере представљао као Михалков-Кончаловски, да би касније задржао само мајчино презиме. Андрејев брат је, такође, познати руски редитељ и глумац Никита Михалков.
Кончаловски је написао више од тридесет сценарија, режирао преко двадесет пет филмова и написао шест књига. Такође је урадио и неколико спектакала (позориште, опера).
Добитник је главне награде Канског фестивала, као и Сребрног лава за најбољу режију на Венецијанском фестивалу. Добитник је и других награда и признања, између којих и француског ордена легије части.